# Троица (муниципальный округ Егорьевск)
Тро́ица — деревня в муниципальном округе Егорьевск Московской области России.

## География
Деревня Троица расположена в западной части муниципального округа Егорьевск, примерно в 17 километрах к югу от города Егорьевск. Через деревню протекает река Щелинка. Высота над уровнем моря 137 метров.

## Название
Название по находящейся в деревне церкви Троицы Живоначальной.

## История
До отмены крепостного права село принадлежало помещику Колемину. После 1861 года село вошло в состав Троицкой волости Егорьевского уезда.
В 1926 году село входило в Бутовский сельсовет Колычёвской волости Егорьевского уезда.
До 1994 года деревня входила в состав Колычевского сельсовета Егорьевского района, а в 1994—2006 годы — Колычевского сельского округа.
Входит в состав городского поселения Егорьевск.

## Демография
В 1885 году в селе проживало 156 человек, в 1905 году — 180 человек (85 мужчин, 87 женщин), в 1926 году — 146 человек (74 мужчины, 72 женщины). По переписи 2002 года — 18 человек (10 мужчин, 8 женщин). Население — 16 человек (2010).
| 1859 | 1868 | 1885 | 1905 | 1926 | 2002 | 2006 |
| ---- | ---- | ---- | ---- | ---- | ---- | ---- |
| 135  | ↗141 | ↗156 | ↗180 | ↘146 | ↘18  | ↗19  |
| 2010 |      |      |      |      |      |      |
| ↘16  |      |      |      |      |      |      |